# Eupleres
Eupleres — рід двох видів мангустоподібних евплерідових ссавців, які походять з Мадагаскару і відомі як фалануки. Вони в основному наземні і споживають в основному безхребетних.

## Види
- Eupleres goudotii — ліси східного Мадагаскару
- Eupleres major — ксеричні райони на північному заході Мадагаскару[1]

## Охоронний статус
Червоний список МСОП містить E. goudotii як вразливий, тоді як E. major оцінюється як зникомий вид.